# Ageratum ballotifolium
Ageratum ballotifolium là một loài thực vật có hoa trong họ Cúc. Loài này được ("Maguire, Steyerm. & Wurdack") R.M.King & H.Rob. mô tả khoa học đầu tiên năm 1972.